# کارلین (نوادا)
کارلین، نوادا (انگلیسی: Carlin, Nevada)  در نوادای ایالات متحده آمریکا واقع است.